# Bè
Pour les articles homonymes, voir Bé.
Bè est un quartier populaire de Lomé au Togo, situé sur la lagune, à l'est de la ville.
Le quartier de Bè, un des plus connus de la ville, est largement opposé au gouvernement en place (à savoir en 2005, Faure Gnassingbé, fils du général Gnassingbé Eyadéma, qui gouverna le Togo pendant 38 ans, de 1967 à 2005) et fait souvent les frais des répressions « musclées » de l'état, comme en mars 2005 où durant une manifestation pacifiste de 40 000 femmes opposées à la passation de pouvoir anti-démocratique, entre le père et le fils Eyadéma, sept personnes furent tuées dont un enfant de 12 ans.

## Histoire
Bè, qui en éwé veut dire « cache-toi » ou « cachette », est le site à partir duquel va se fonder Lomé. Il fut fondé en 1630 par Dzitri, un chasseur. Bè est situé au sud-est de la capitale Lomé entre l'océan et la lagune du même nom Bè. Bè est une localité Ewe composé de plusieurs quartiers comme Bè-Akodessewa, Bè-padezousa, Bè-Gbenyedji etc.

## Géographie
Situé sur la partie sud-Est de Lomé, Bè s'étend de l'océan jusqu'à la lagune du même nom, limitée elle-même par un plateau (colline de Tokoin notamment) quasi-parallèle à la mer, qu'on observe à Lomé. Certains quartier associés à Bè sont toutefois sur ce plateau.
Bè est composé de plusieurs quartiers dont les noms sont parfois précédés de « Bè » puisque l'absence de cette précision peut parfois entrainer la confusion avec des quartiers portant les mêmes noms mais situés dans d'autres localités du pays : Ablogamé, Akodessewa, Wetekomé, Alaglo, Klouvi, Gbényedji (-kopé), Ahligo, Kotokoukondji, Dekadjèvia (-kopé), Aveto, Humveme, Kpota, Bè, etc.

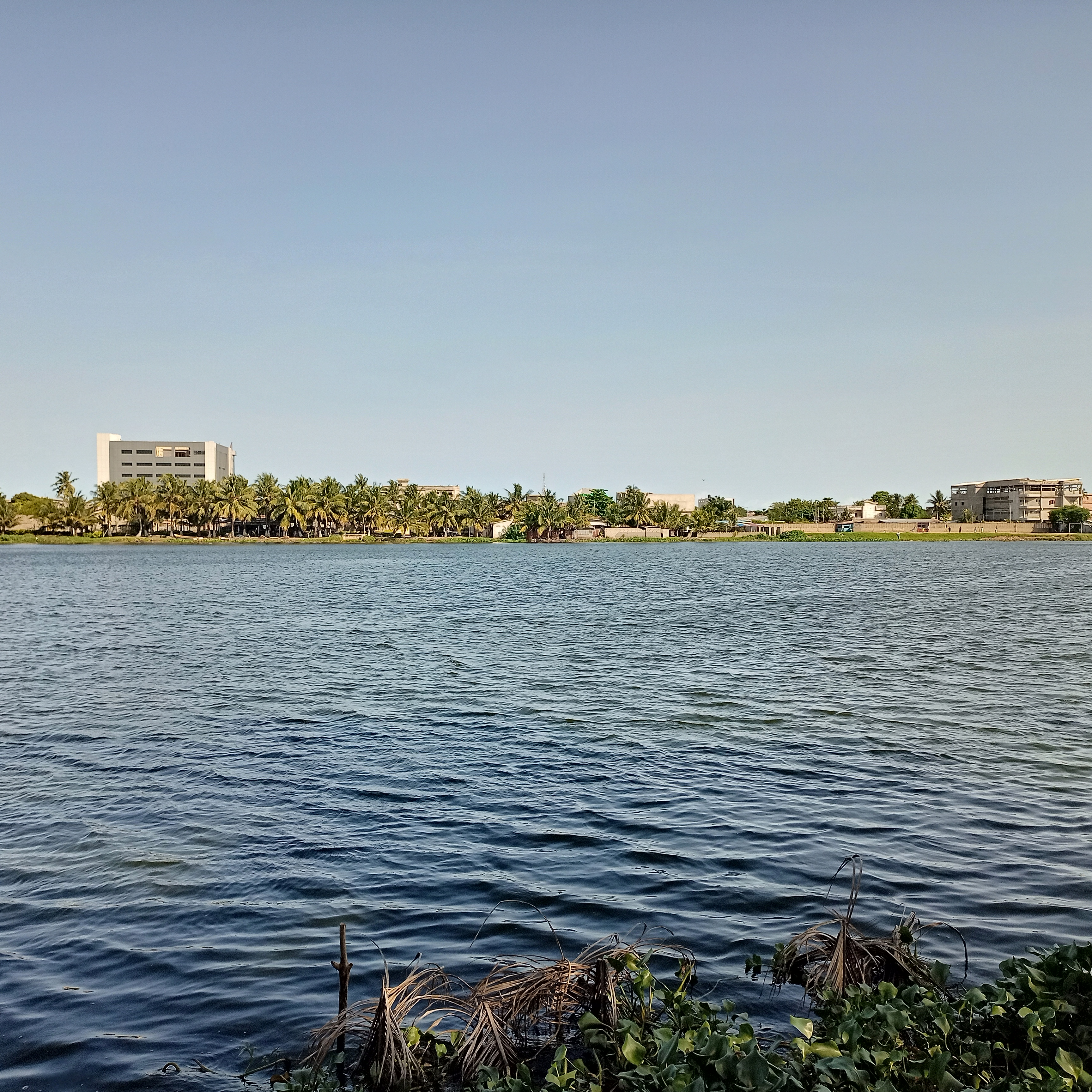
Lagune de Bè

## Personnalités
- Agbagli Kossi, sculpteur né à Bè en 1935.
- Wedy, chanteur auteur-compositeur-interprète né à Bè le 18 août 1981.
- Togbui Adela Aklassou IV[2].